# Marin Tufan
Marin Tufan, né le 16 octobre 1942 à Istria en Roumanie, est un footballeur international roumain, qui évoluait au poste d'attaquant. 
Il compte deux sélections en équipe nationale en 1969.

## Biographie

### Carrière de joueur
Il dispute un total de 230 matchs en première division roumaine, pour 62 buts inscrits.
Il réalise sa meilleure performance lors de la saison 1968-1969, où il inscrit 13 buts en championnat.

### Carrière internationale
Marin Tufan compte deux sélections avec l'équipe de Roumanie en 1969.
Il est convoqué pour la première fois par le sélectionneur national Angelo Niculescu pour un match des éliminatoires de la Coupe du monde 1970 contre la Suisse le 14 mai 1969 (victoire 1-0). Il reçoit sa dernière sélection le 3 septembre 1969 contre la Yougoslavie (1-1).
Il participe à la Coupe du monde de 1970, compétition lors de laquelle il ne joue aucune rencontre.